# Sofija Kymantaitė-Čiurlionienė
Sofija Kymantaitė-Čiurlionienė (pol. Zofia Kimunt-Czurlanisowa; ur. 13 marca 1886 w Joniszkach, zm. 1 grudnia 1958 w Kownie) – litewska pisarka i poetka, działaczka społeczna, krytyk literatury i sztuki, dramaturg. 
Urodziła się w szlacheckiej rodzinie o polskich tradycjach w Joniszkach, jako córka Leona Kimunta. W 1904 roku ukończyła gimnazjum w Rydze. W latach 1904–1907 studiowała filozofię na Uniwersytecie Jagiellońskim.
Jest autorką kilku dramatów, m.in. „Pieniążki” (Pinigelias, 1918), „Synowie Jutrzenki” (Aušros sūnūs, 1923), „Dwunastu braci - latających kruków” (Dvylika brolių juodvarniais laksčiusių, 1932), występowała też w teatrach amatorskich.
W 1909 roku wyszła za mąż za Mikalojusa Čiurlionisa, ślub odbył się w Szatejkach. Po śmierci męża wraz z córką Danutą przeprowadziła się do Kowna, gdzie nauczała języka litewskiego na kursach naukowych. Po wybuchu I wojny światowej wyjechała do Woroneża, uczyła w lokalnym gimnazjum litewskim.
W latach 1925–1938 wykładała język i metodykę nauczania litewskiego na Wydziale Nauk Humanistycznych Uniwersytetu Witolda Wielkiego w Kownie. Od 1933 do 1934 roku redagowała pismo „Gimtoji kalba”. Była zaangażowana w działalność międzynarodową: w latach 1929-1937 wchodziła w skład delegacji litewskiej przy Lidze Narodów, zajmowała się sprawami społecznymi. 
Odznaczona Orderem Krzyża Pogoni III klasy oraz medalem Sprawiedliwy wśród Narodów Świata. Została pochowana na cmentarzu Petraszuńskim w Kownie.